# ريتشارد كانتيلون
ريتشارد كانتيلون (بالإنجليزية: Richard Cantillon)‏، (من 1680 إلى مايو 1734) هو خبيرٌ اقتصادي فرنسي من أصل أيرلندي مؤلفْ كتاب Essai sur la Nature du Commerce en Général  الذي يتحدث عن طبيعةِ التجارةِ في العالمِ. وقد وصف ويليام ستانلي جيفونز هذا الكتاب بأنه «مهد الاقتصاد السياسي». على الرغمِ من قلة المعلوماتِ المتوافرة عن حياةِ كانتيلون، إلا أنه مِنَ المعروفِ بأنهُ أصبحَ مصرفياً ناجحاً وتاجراً في سنٍ مبكرةٍ. ويُعزى نجاحهُ إلى حدٍ كبير إلى معارفه السياسيةِ والتجاريةِ مِنْ خلالِ نفوذ عائلتهِ ومِنْ خلال العملْ في وقتٍ مبكر، ولمعرفته ببعض الشخصيات المؤثرة مثل جيمس بريجس. خلال أواخر عام 1710 وأوائل عام 1720، عمِلَ كانتيلون في البورصةِ، وقامَ فيما بعد بالمساعدةِ على تمويل لو جونز مالكِ شركة ميسيسيبي، الأمر الذي أكسبه ثروةً كبيرةً. ومع ذلكَ، فإن نجاحهُ أثار دائنيه، فأقاموا عليه دعاوي قضائية مطالبين باسترداد أموالهم، واتهموه بتهمٍ جنائيةٍ، وحتى بمؤامراتِ قتلٍ، وقد استمرت تلك النزاعات القضائية مع دائنيه قائمة حتى وفاتهِ في عام 1734.
مقالةِ كانتيلون في الاقتصادِ المعنونة Essai هي الوحيدة من بين مؤلفاته التي ما تزال باقية. وقد كُتِبَت المقالة حوالي عام 1730 ووزعت على نطاقٍ واسعٍ على شكلِ مخطوطةَ، لكنها لم تنتشر حتى عام 1755. وتُرجِمت أعمالهُ إلى الإسبانيةِ مِنْ قبلِ غاسبار دي ميلكور جوفيانيس، على الأرجحِ في أواخر عام 1770م، واعتبرت أساس الاقتصاد السياسي. على الرغمِ مِنْ التأثير الكبير الذي أحدثته هذه المقالة على تنميةِ مدارس الفكر الفيزيوقراطي والكلاسيكي، فإنها نُسيت مع مرور الزمن حتى أُعيد اكتشافها على يد جيفونز في أواخرِ القرن التاسع عشرَ. شكلت التجارب الشخصية لكانتيلون بوصفه مصرفيّ التأثير الأبرز على فكره الاقتصادي، كما لعبت الفقاعة الاقتصادية لمالكِ شركةَ المسيسبي جون لو دورًا كبيرًا في تكوين رأيه ومبادئه، كما أنه أظهر تأثراً كبيراً بالاقتصاديين الكبار السابقين، خاصةً ويليام بيتي.
تعتبر Essai أولَ مقالةٍ كاملةٍ عن الاقتصادِ، وقد ساهمت بدور كبير في تطوير هذا العلمِ. وهذه المساهمات تشمل: النظرية النقدية، وتطويره الاقتصاد المكاني ونظرية النمو السكاني ومفهومه لريادة الأعمال باعتبارهِ حامل خطر ومنهجية السبب والنتيجة. كان لمقال Essai تأثير كبير على التطور المبكر للاقتصادِ السياسي، بما في ذلك تأثيره على أعمال آدم سميث وآن تورجوت وجان باتيست ساي وفريدريك باستيا وفرانسوا كيناي.

## السيرة الذاتية
إن التفاصيل المتعلقة بحياة ريتشارد كانتيلون نادرة، يُعتقَد أنه وُلِدَ في وقت ما خلال عقد 1680 في مقاطعة كري، أيرلندا. كان ابناً لمالك الأرض ريتشارد كانتيلون من بالي هايج. في وقت ما في منتصف العقد الأول من القرن 18 انتقل كانتيلون إلى فرنسا، حيث نال الجنسية الفرنسية. في سنة 1711، وجد كانتيلون نفسه موظفاً لدى مدير الرواتب البريطاني الجنرال جيمس برجيس في إسبانيا، حيث نظم المدفوعات لأسرى الحرب البريطانين خلال حرب الخلافة الإسبانية. بقي كانتيلون في إسبانيا حتى عام 1714، قام بإجراء عدد من الاتصالات التجارية والسياسية قبل أن يعود إلى باريس. قام كانتيلون بعد ذلك بالتشارك في الصناعة المصرفية وبالعمل لدى ابن عمه، الذي كان في ذلك الوقت مراسل الفرع الباريسي لبنك الأسرة. بعد ذلك بعامين، ويرجع الفضل في جزءٍ كبير منه إلى الدعم المالي من قبل جيمس بريجس، اشترى كانتيلون من ابن عمه البنك وقام بامتلاكه. نظرًا للارتباطات المالية والسياسية التي كان كانتيلون قادراً على تحقيقها من خلال عائلته ومن خلال جيمس بريجس، اثبت كانتيلون انه مصرفي ناجح إلى حد ما، وتخصص في نقل الأموال بين باريس ولندن.
في هذا الوقت، أصبح كانتيلون مشاركاً مع التجاري البريطاني جون لو من خلال شركة ميسيسيبي. وبالاستناد إلى النظرية النقدية المقتَرَحة من قبل ويليام بوتر في اطروحته المنشورة عام 1650 «مفتاح الثروة» (The Key of Wealth)، افترض جون لو أن الارتفاع في عرض النقود سيؤدي إلى استخدام الأراضي وكذلك اليد العاملة غير المستغلتين، مما يؤدي إلى زيادة الإنتاجية. منحته الحكومة الفرنسية في عام 1716 الإذن لتأسيس البنك العام (Banque Générale) والاحتكار الفعلي لحق تطوير الأراضي الفرنسية في أمريكا الشمالية، سميت شركة ميسيسيبي. وفي المقابل، وعد لو الحكومة الفرنسية بتمويل ديونها بأسعار فائدة منخفضة. بدأ لو فقاعة مضاربة مالية عن طريق بيع اسهم شركة ميسيسيبي، مستخدماً احتكار البنك العام الفعلي لمسألة الأوراق المصرفية لتمويل مستثمريه.
جمع ريتشارد كانتيلون ثروة كبيرة من مضاربته في البورصة، وشراء أسهم شركة ميسيسيبي مبكراً وبيعها بأسعار متضخمة. ان النجاح المالي الذي حققه كانتيلون والنفوذ المتزايد تسبب في حدوث مشاحنات في علاقته مع جون لو، وفي وقت ما بعد ذلك، هدد لو بسجن كانتيلون إذا لم يغادر الاخير فرنسا في غضون أربع وعشرين ساعة. أجاب كانتيلون: «لن أذهب بعيدا، لكنني سأجعل نظامك ينجح». ولتحقيق هذه الغاية، في عام 1718، شكل كل من جون لو وكانتيلون والمضارب الثري جوزيف جاج شركة خاصة تركز على تمويل المزيد من المضاربة في عقارات أمريكا الشمالية.
في عام 1719، غادر كانتيلون فرنسا إلى أمستردام، وعاد لفترة وجيزة في اوائل عام 1720. كان الإقراض في باريس يسدد الديون المستحقة له في لندن وأمستردام. مع انهيار «فقاعة ميسيسيبي»، كان كانتيلون قادراً على جمع الديون التي تحقق معدلات فائدة عالية. وقد عانى أغلب الدائنين له من الضرر المالي في انهيار الفقاعة وألقي باللوم على كانتيلون حتى وفاته، وتورط كانتيلون في الدعاوى القضائية التي رفعها عدد لا يحصى من الدائنين له، مما أدى إلى عدد من مؤامرات القتل والاتهامات الجنائية.
في 16 فبراير 1722، تزوج كانتيلون من ماري ماهوني، ابنة الكونت دانيال ماهوني، وهو تاجر ثري إيرلندي، قضى كثيراً من الفترة المتبقية من 1720م في السفر في جميع أنحاء أوروبا مع زوجته. كان لكانتيلون وماري طفلان، الولد توفي في سن مبكرة أما إبنته (هنريتا) فقد ذهبت للزواج من وليام هوارد إيرل في ستافورد في 1743. على الرغم من أنه عاد بشكل متكرر إلى باريس بين 1729 و1733، كانت إقامته دائمة في لندن. في مايو 1734، تم حرق منزله في لندن، ويفترض عموما أن كانتيلون توفي في النار. إلا إن أسباب الحريق غير واضحة، ولكن النظرية الأكثر قبولاً هو أن كانتيلون قُتل. أن أحد كتاب سيرة الذاتية لكانتيلون، وأنطوني ميرفي، قدموا هذه النظرية البديلة وهي إنه تم تنظيم موت كانتيلون للهروب من مضايقات المدينين له، وسافر إلى سورينام وظهر تحت اسم «شيفالييه دي لوفيني».

## المساهمات في الاقتصاد
على الرغم من وجود دليل على ان ريتشارد كانتيلون قد كتب تشكيلة واسعة من المخطوطات، إلا إن فقط كتابه «مقال حول طبيعة التجارة بشكل عام» (Essai Sur La Nature Du Commerce En Général) (مختصر Essai) بقيت موجودة. كُتبَت في عام 1730، ونُشِرَت بالفرنسية عام 1755، وتمت ترجمتها إلى الإنجليزية بواسطة عالم الاقتصاد والمؤرخ هنري هيجز عام 1932. تشير الأدلة إلى ان "Essai" لها تأثير هائل على التطور المبكر للعلوم الاقتصادية. ومع ذلك، كانت أطروحة كانتيلون مهملة بشكل كبير خلال القرن التاسع عشر. في أواخر القرن التاسع عشر تم «إعادة اكتشافها» بواسطة وليم ستانلي جيفونز، والذي إعتبرها «مهد الاقتصاد السياسي». منذ ذلك الحين تلقت "Essai" أهتماماً متزايداً. كما إعتُبِرَت "Essai" أول أطروحة كاملة حول النظرية الاقتصادية، واطلق على كانتيلون لقب (آب اقتصادات المشاريع) "father of enterprise economics".

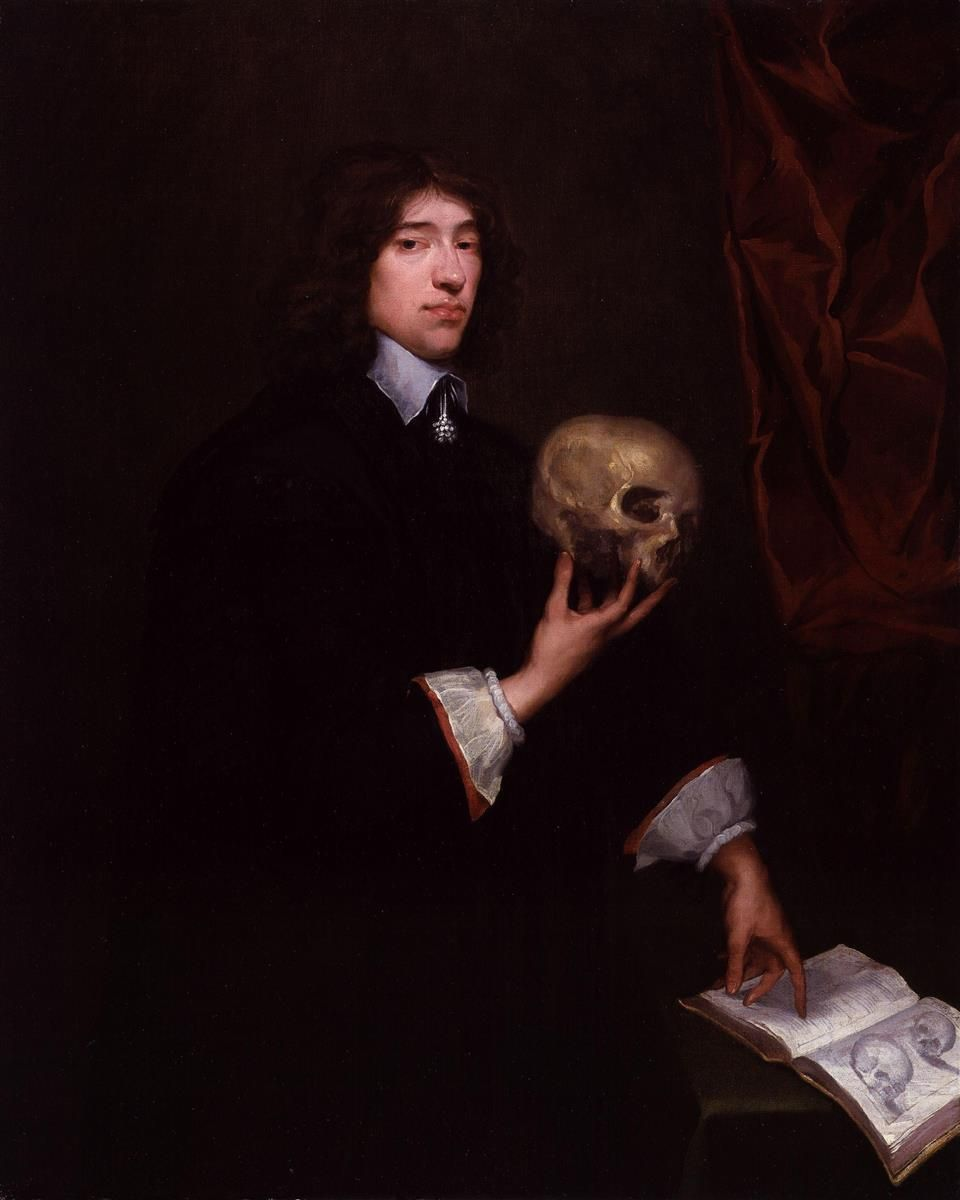
ويليام بيتي يعتبر واحد من أعظم المؤثرين على ريتشارد كانتيلون.

واحد من أعظم المؤثرين على كتابة كانتيلون هو خبير الاقتصاد الإنجليزي ويليام بيتي واطروحته المنشورة عام 1662 عن الضرائب (Treatise on Taxes). على الرغم من ان بيتي قدم الكثير من الأسس لإطروحة كانتيلون "Essai"، إلا إن أنتوني برور يعتبر ان تأثير بيتي على كانتيلون مبالغٌ فيه. فضلاً عن بيتي، فمن المؤثرين الآخرين الذين من المحتمل تأثيرهم على كانتيلون يتضمنون كل من جون لوك وشيشرون وتيتوس ليفيوس وبلينيوس الأكبر وبلينيوس الأصغر وتشارلز دافينان وإدموند هالي وإسحاق نيوتن وسيباستيان فوبان وجان بوازارد. من المرجح بشكل كبير إن انخراط كانتيلون في فقاعة مضاربة جون لو أثرت في رؤيته على العلاقة بين الزيادات في المعروض من النقود والسعر والإنتاج.

### علم المنهج
كُتبت اطروحة كانتيلون "Essai" باستخدام منهجية سببية مميزة، فاصلة كانتيلون من أسلافه أصحاب المذهب التجاري. يتخلل "Essai" كلمة «طبيعة» (natural) والتي في حالة اطروحة كانتيلون تهدف إلى الإيحاء بوجود علاقة السبب والنتيجة بين الإجراءات والظواهر الاقتصادية. ينسب خبير الاقتصاد موراي روثبورد إلى كانتيلون كونه واحداً من اوائل واضعي النظريات الذي يعزل ظواهر الاقتصاد مع نماذج بسيطة، حيث يمكن تثبيت المتغيرات التي لا يمكن السيطرة عليها. استخدم كانتيلون وبصورة متكرر مفهوم "مع بقاء العوامل الأخرى ثابتة" (eteris paribus) خلال "Essai" في محاولة لتحييد المتغيرات المستقلة. علاوة على ذلك، يعود اليه الفضل في استخدام منهجية شبيهة بالفردانية المنهجية (methodological individualism) لكارل مينجر، من خلال استنتاج الظواهر المعقدة من الملاحظات البسيطة.
منهجية السبب والنتيجة تؤدي إلى نهج خالي نسبياً من القيم لعلم الاقتصاد، حيث كان كانتيلون غير مهتم باستحقاق أي إجراء أو ظاهرة اقتصادية معينة، مع التركيز بدلا من ذلك على تفسير العلاقات. قاد هذا كانتيلون إلى فصل العلوم الاقتصادية من السياسة والمبادئ الاخلاقية بدرجة اعظم من كُتاب المذهب التجاري السابقيين. وقد أدى هذا إلى خلافات في إذا ما يمكن اعتبار كانتيلون من أصحاب المذهب التجاري بجدارة أو واحداً من أوائل معادي المذهب التجاري، بالنظر إلى ان كانتيلون كثيرا ما أشار إلى التلاعب الحكومي بالفائض التجاري والتراكم النقدي كمحفز اقتصادي إيجابي. ويجادل آخرون بأنه في الحالات التي يُعتقد فيها أن كانتيلون يدعم سياسات معينة للمذهب التجاري، فقد قدم بالفعل تحليلاً أكثر حيادية عن طريق الإشارة بصراحة إلى القيود المحتملة لسياسات مذهب التجاريين.

### النظرية النقدية
نشأت الاختلافات بين التجاريين السابقيين وكانتيلون مبكراً في "Essai"، فيما يتعلق بإصول الثروة وتكوين الأسعار في السوق. ميز كانتيلون بين الثروة والمال، معتبراً الثروة بحد ذاتها «لا شيء سوى الطعام ووسائل الراحة ومتع الحياة». في حين إن كانتيلون أيد نظرية «جوهرية» للقيمة (intrinsic" theory of value")، استناداً إلى مدخلات الأرض والعمل (تكلفة الإنتاج)، إلا إنه قد تطرق إلى نظرية شخصية للقيمة (subjective theory of value). يرى كانتيلون أن أسعار السوق لا تتحدد على الفور بقيمة جوهرية، ولكنها مستمدة من العرض والطلب. واعتبر أن أسعار السوق تستمد من مقارنة العرض، كمية سلعة معينة في سوق معينة، إلى الطلب، وكمية الأموال التي يتم تبادلها. وبسبب الاعتقاد السائد إن أسعار السوق تميل إلى القيمة الجوهرية للسلعة، قد يكون كانتيلون أيضاً أنشأ مبدأ توحيد الربح (the uniformity-of-profit principle)—قد تؤدي التغيرات في سعر السوق لسلعة إلى تغيرات في العرض، مما يعكس ارتفاعاً أو انخفاضاً في الأرباح.

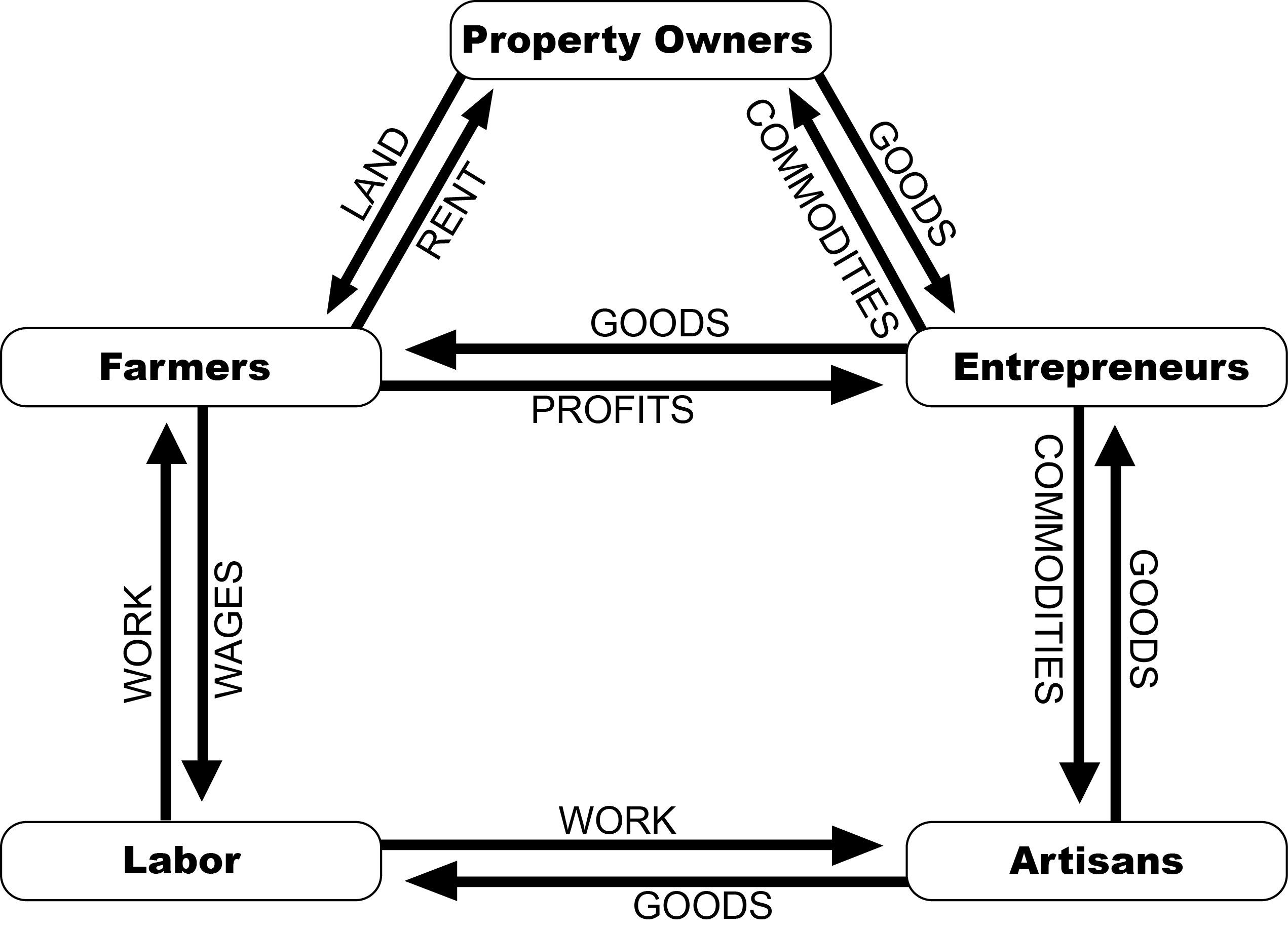
نموذج لمفهوم كانتيلون عن التدفق الدائري.

في "Essai"، قدم كانتيلون نسخة متقدمة عن نظرية جون لوك «النظرية الكمية في النقود» (Quantity theory of money). مركزاً على التضخم النسبي وسرعة تداول المال. أشار كانتيلون إلى إن التضخم يحدث تدريجياً وإن العرض الجديد للمال لديه تأثير محلي على التضخم، ويُنشئ بشكل فعال مفهوم «المال غير المحايد» (non-neutral money). علاوة على ذلك، فلقد أفترض كانتيلون إن المستلمين الأصليين للأموال الجديدة يتمتعون بمستويات معيشية أعلى على حساب المستلمين اللاحقين. إن مفهوم التضخم النسبي، أو الارتفاع المتفاوت في الأسعار بين السلع المختلفة في الاقتصاد، يعرف الآن باسم «تأثير كانتيلون» (Cantillon effect). كانتيلون اعتبر أيضاً إن التغير في سرعة تداول المال (كمية التبادلات التي تمت خلال فترة زمنية محددة) ذو تأثير على الاسعار. على الرغم من إنه ليس بنفس درجة التغير في كمية المال. في حين كان يعتقد ان عرض المال يقتصر على النقد فقط، إلا إنه أقر بإن الزيادة في بدائل المال - أو الأوراق المصرفية - من الممكن أن تؤثر على الأسعار بزيادة سرعة تداول النقد المودع على نحو فعال. وبصرف النظر عن تمييز المال عن المال البديل، لقد ميز كانتيلون أيضاً بين الأوراق المصرفية المقدمة كإيصالات للودائع النقدية وبين الأوراق المصرفية المتداولة خارج كمية النقد - أو الوسائط الائتمانية (fiduciary media) - مشيراً إلى إن حجم الوسائط الائتمانية محدودة للغاية بثقة الناس في قابلية استردادها. وقد أعتبر إن الوسائط الائتمانية أداة مفيدة لتخفيف الضغط النزولي الذي يقوم به اكتناز النقد على سرعة تداول المال.
ومع تناوله لمعتقد التجاريين الذي يقول بإن التدخل النقدي من الممكن أن يسبب توازن تجاري إيجابي بشكل دائم، طوّر كانتيلون آلية تدفق النقد (specie-flow mechanism) التي تنبئ بنظريات التوازن النقدي الدولي في المستقبل. حيث أشار إلى إنه في الدول التي تمتلك كمية مرتفعة من المال المتداول، ستزداد الأسعار فيها وبالتالي تصبح أقل قدرة على المنافسة فيما يتعلق بالبلدان التي يوجد فيها ندرة نسبية في المال. وهكذا رأى كانتيلون أيضاً إن الزيادات في المعروض من المال - بغض النظر عن المصدر - يسبب زيادات في مستوى السعر وبالتالي يقلل من القدرة التنافسية لصناعة دولة معينة بما يتعلق بأمة ذات أسعار متدنية. ومع ذلك، لم يعتقد كانتيلون ان الاسواق العالمية تميل نحو التوزان، وبدلاً من ذلك اقترح ان تقوم الحكومة باكتناز النقد لمنع ازدياد الاسعار وانخفاض القدرة التنافسية. علاوة على ذلك، اقترح إنه يمكن المحافظة عل توازن تجاري ايجابي من خلال تقديم منتج أفضل والاحتفاظ بالقدرة التنافسية النوعية. ربما كان تفضيل كانتيلون نحو التوازن التجاري الإيجابي نابعاً من اعتقاد المذهب التجاري في كون التبادل (exchange) لعبة صفرية المجموع (zero-sum game)، حيث يكسب طرف واحد على حساب الآخر.
قدم كانتيلون أيضاً نظرية متقدمة نسبياً في الفائدة. حيث اعتقد إن الفائدة تنبع من حاجة المقترضين إلى رأس المال ومن الخوف من خسارة المقرضين، مما يعني أن المقترضين يضطرون إلى تعويض المقرضين عن مخاطر احتمال إفلاس المدين. بالمقابل، تدفع الفائدة من الأرباح المكتسبة من عائد رأس المال المُستَثمر. في حين كان يُعتقد سابقاً ان معدل الفائدة يتباين عكسياً مع كمية المال، فإن كانتيلون يفترض ان معدل الفائدة يتحدد من خلال العرض والطلب على سوق الأموال القابلة للإقراض—وهي فكرة أو نظرة عادةً ما تنسب إلى الفيلسوف الإسكتلندي ديفيد هيوم. على هذا النحو، في حين أن الأموال التي يتم توفيرها تؤثر على معدل الفائدة، فإن الأموال الجديدة التي تستخدم بدلاً من ذلك للاستهلاك لا تفعل ذلك؛ لذا فإن نظرية كانتيلون للفائدة (Cantillon's theory of interest) مشابهة لنظرية تفضيل السيولة لجون ماينارد كينز (liquidity preference theory).

### مساهمات أخرى

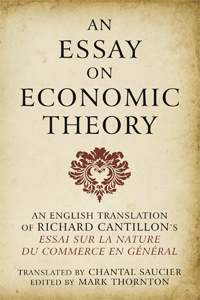
غلاف طبعة معهد لودفيغ فون ميزس من (Essai) لكانتيلون

تقليدياً يُنسب الفضل إلى جان بابتست ساي لصياغة كلمة والنهوض بمفهوم «رائد الأعمال» (entrepreneur)، لكن في الحقيقة كان كانتيلون أول من استهل هذا المصطلح في "Essai". قسم كانتيلون المجتمع إلى فئتين رئيسيتين هما أصحاب الأجور ذات الدخل الثابت وأصحاب الأجور ذات الدخل غير الثابت. رائدو الأعمال بالنسبة لكانتيلون هم أصحاب الاجور ذات الدخل غير الثابت الذين يدفعون تكاليف الإنتاج المعروفة ولكنهم يكسبون دخلاً متذبذباً، بسبب طبيعة المضاربة المتمثلة بإشباع الطلب غير المعروف على منتجاتهم. وفي الوقت الذي وفر فيه كانتيلون الاسس، لم يطور نظرية مخصصة عن الارتياب (theory of uncertainty) —لم تتم إعادة النظر في الموضوع حتى القرن العشرين من قبل لودفيج فون ميزس وفرانك نايت وجون مينارد كينز من بين أخرين. علاوة على ذلك، وبعكس النظريات اللاحقة عن ريادة الأعمال والتي ترى رائد الأعمال كقوة مسببة لاضطراب السوق، كانتيلون توقع الاعتقاد بإن رائد الأعمال جلب التوزان إلى السوق من خلال التنبؤ بشكل صحيح بتفضيلات المستهلكين.
يتعامل الاقتصاد المكاني مع المسافة والمساحة، وكيف من الممكن أن تؤثر هذه على السوق من خلال تكاليف النقل والقيود الجغرافية. عادةً ما يُنسب تطوير الاقتصاد المكاني إلى عالم الاقتصاد الألماني يوهان هاينريش فون ثونن، غير إن كانتيلون تناول موضوع الاقتصاد المكاني قبله بقرن تقريباً. دمج كانتيلون تطوراته في نظرية الاقتصاد المكاني (spatial economic theory) مع تحليله للاقتصاد الجزئي للسوق، واصفاً كيف من الممكن أن تؤثر تكاليف النقل على مواقع المصانع والأسواق والمراكز السكانية—أي أن الأفراد يسعون إلى خفض تكاليف النقل. استمدت الاستنتاجات حول الاقتصاد المكاني من ثلاث فرضيات؛ ستكون تكلفة المواد الخام ذات الجودة المتساوية أعلى دائما بالقرب من العاصمة، بسبب تكاليف النقل؛ تختلف تكاليف النقل حسب نوع النقل (على سبيل المثال، يعتبر النقل المائي أرخص من النقل البري)؛ والبضائع الأكبر حجماً التي يصعب نقلها ستكون أرخص دائماً بالقرب من منطقة إنتاجها. حيث انه وعلى سبيل المثال، أعتقد كانتيلون إن الأسواق قد صممت لتخفيض تكاليف الوقت والنقل لكل من التجار والقرويين. وبالمثل افترض كانتيلون ان مواقع المدن كانت نتيجة في جزء كبير من ثروة أصحاب العقارات الساكنين وقدرتهم على تحمل تكاليف النقل، إذ مال أصحاب العقارات الأكثر ثراء إلى العيش أبعد من ممتلكاتهم، لأنهم كانوا قادرين على تحمل تكاليف النقل. في "Essai" استخدمت نظرية الاقتصاد المكاني لاستنتاج لماذا احتلت الأسواق المنطقة الجغرافية التي قامت بها ولماذا تختلف التكاليف عبر الأسواق المختلفة.
بصرف النظر عن النظريات التي نشأت عن ريادة الأعمال والاقتصاد المكاني، قدم كانتيلون أيضاً نظرية مخصصة عن النمو السكاني. وعلى عكس ويليام بيتي، الذي يعتقد أنه هنالك دائماً قدراً كبيراً من الأراضي غير المستغلة وفرصاً اقتصادية لدعم النمو الاقتصادي، فرض كانتيلون بأن عدد السكان ينمو فقط حيثما توجد فرص اقتصادية. وعلى وجه التحديد ذكر كانتيلون ثلاث متغيرات محددة لحجم السكان: الموارد الطبيعية، والتكنولوجيا، والثقافة. وبالتالي فان عدد السكان ينمو بقدر توافر المتغيرات الثلاثة المذكورة سابقاً. علاوة على ذلك، فان نظرية السكان لكانتيلون كانت أكثر حداثة من نظرية مالثوس بمعنى ان كانتيلون أقر بفئة أوسع من العوامل التي تؤثر على النمو السكاني، بما في ذلك ميل النمو السكاني إلى الانخفاض نحو صفر كلما أصبح المجتمع صناعياً أكثر.

## تأثيره
في حين ان "Essai" لم تُنشر حتى عام 1755 كنتيجة للرقابة الشديدة في فرنسا، تم تداولها على نطاق واسع بشكل مخطوطة غير منشورة في الفترة بين اكمالها ونشرها. لقد أثرت بشكل ملحوظ في العديد من رواد مدرسة الفكر الاقتصادي الكلاسيكي، بمن فيهم آن روبير جاك تيرجو وفيزيوقراطيين آخرين. كان كانتيلون ذا تأثير كبير على الفيزيوقراطي فرنسوا كيناي، الذي ربما تعلم من عمل كانتيلون من خلال عالم الاقتصاد الفرنسي والفيزيوقراطي «فيكتور دي ريكيتي ، ماركيز ميرابو» (Victor de Riqueti, marquis de Mirabeau). في حين إنه من الواضح إن "Essai" أثرت بفرانسوا كيناي، إلى درجة مثيرة للجدل. الا ان هنالك ادلة على ان كيناي لم يفهمها تماما، أو لم يكن على علم تام بنظريات كانتيلون. تم توضيح العديد من المعتقدات الاقتصادية لكيناي سابقاً في "Essai"، لكن كيناي رفض عدداً من فرضيات كانتيلون، بما فيها فرضية ندرة الأراضي (the scarcity of land theory) ونظرية السكان لكانتيلون (Cantillon's population theory). وادرك كيناي أيضاً ان ندرة رأس المال وتراكم رأس المال شرط مسبق للاستثمار. ومع ذلك، تم اعتبار كانتيلون «اب الفيزيوقراطية» من قبل عالم الاقتصاد ومؤرخ الفكر الاقتصادي هنري هيجز، بسبب تأثيره على كيناي. ومن المحتمل أيضاً ان كانتيلون اثر على عالم الاقتصاد الإسكتلندي جيمس ستيورات، سواء كان ذلك بشكل مباشر أو غير مباشر.
كانتيلون هو واحد من عدد قليل من الاقتصاديين استشهد بهم آدم سميث، الذي اقتبس بشكل مباشر من «نظرية مستوى الكفاف في الأجور». ربما تأثرت أجزاء كبيرة من نظرية سميث الاقتصادية بشكل مباشر بكانتيلون. على الرغم من انه في العديد من النواحي تقدم آدم سميث بعيدا خارج نطاق كانتيلون. جادل بعض المؤرخين الاقتصاديين لا سيما شومبيتر وروثبارد بأن آدم سميث لم يقدم سوى القليل من فكره. على كل حال، من خلال تأثيره على آدم سميث وفيزيوقراطيين أخريين، كان من المحتمل إلى حد بعيد ان يكون كانتيلون عالم الاقتصاد قبل الكلاسيكي الذي ساهم أكثر في أفكار المدرسة الكلاسيكية. من الامثلة على ذلك تأثير كانتيلون على جان بابتست ساي، وهو ملحوظ في المنهجية المستخدمة في اطروحة ساي حول الاقتصاد السياسي (Treatise on Political Economy).

## ببليوغرافيا
- Bordo، Michael David (1983). "Some Aspects of the Monetary Economics of Richard Cantillon (الاشتراك مطلوب)". Journal of Monetary Economics. ج. 12 ع. 2: 235–258. DOI:10.1016/0304-3932(83)90002-8.
- Brewer، Anthony (1988). "Cantillon and Mercantilism (الاشتراك مطلوب)[[تصنيف:صفحات تحوي رابط بمحتوى للمشتركين فقط]]". History of Political Economy. United States: Duke University Press. ج. 20 ع. 3: 447–460. DOI:10.1215/00182702-20-3-447. {{استشهاد بدورية محكمة}}: تعارض مسار مع وصلة (مساعدة)
- Brewer، Anthony (1992). Richard Cantillon: Pioneer of Economic Theory. London, United Kingdom: Routledge. {{استشهاد بكتاب}}: الوسيط غير المعروف |الرقم المعياري= تم تجاهله يقترح استخدام |ردمك= (مساعدة)
- Cantillon، Richard (2010) [1755]. An Essay on Economic Theory. Auburn, Alabama: Ludwig von Mises Institute. مؤرشف من الأصل في 2019-11-07. {{استشهاد بكتاب}}: الوسيط غير المعروف |الرقم المعياري= تم تجاهله يقترح استخدام |ردمك= (مساعدة)
- Finegold Catalán، Jonathan M. (4 يونيو 2010). "A Primer on Austrian Economics". Mises Daily. مؤرشف من الأصل في 2014-11-13. اطلع عليه بتاريخ 2010-09-22.
- Finegold Catalán، Jonathan M. (16 سبتمبر 2010). "Richard Cantillon: Founder of Political Economy". Mises Daily. مؤرشف من الأصل في 2014-04-13. اطلع عليه بتاريخ 2010-09-22.
- Hayek، Friedrich A. (1991). The Trend in Economic Thinking. Indianapolis, Indiana: Liberty Fund. {{استشهاد بكتاب}}: الوسيط غير المعروف |الرقم المعياري= تم تجاهله يقترح استخدام |ردمك= (مساعدة)
- Hébert، Robert F. (فبراير 1981). "Richard Cantillon's Early Contributions to Spatial Economics". Economica. London, United Kingdom: Blackwell Publishing. ج. 48 ع. 189: 71–77. DOI:10.2307/2552944. JSTOR:2552944. (الاشتراك مطلوب)
- Higgs، Henry (يوليو 1892). "Cantillon's Place in Economics". The Quarterly Journal of Economics. United States: The MIT Press. ج. 6 ع. 4: 436–456. DOI:10.2307/1882513. JSTOR:1882513. (الاشتراك مطلوب)
- Higgs، Henry (يونيو 1891). "Richard Cantillon". The Economic Journal. United Kingdom: Blackwell Publishing. ج. 1 ع. 2: 262–291. DOI:10.2307/2956249. JSTOR:2956249. (الاشتراك مطلوب)
- Hone، Joseph (أبريل 1944). "Richard Cantillon, Economist: Biographical Note". The Economic Journal. United Kingdom: Blackwell Publishing. ج. 54 ع. 213: 96–100. DOI:10.2307/2959833. JSTOR:2959833. (الاشتراك مطلوب)
- Hülsmann، Jörg Guido (2002). "More on Cantillon as a Proto-Austrian". Journal des Economistes et des Etudes Humaines. Paris, France: l'Institut Européen des Etudes Humaines. ج. 11 ع. 4: 693–703. DOI:10.2202/1145-6396.1036. مؤرشف من الأصل في 2012-01-12. اطلع عليه بتاريخ 2010-09-23.
- Hyse، Richard (ديسمبر 1971). "Richard Cantillon, Financier to Amsterdam, July to November 1720". The Economic Journal. United Kingdom: Blackwell Publishing. ج. 81 ع. 324: 812–827. DOI:10.2307/2230319. JSTOR:2230319. (الاشتراك مطلوب)
- Jevons، William Stanley (يناير 1881). "Richard Cantillon and the Nationality of Political Economy" (PDF). Contemporary Review. Oxford, United Kingdom: The Contemporary Review Company Limited: 333–360. مؤرشف من الأصل (PDF) في 2016-03-04.
- Marx، Karl (2007) [1867]. Capital: A Critique of Political Economy, Volume I—Part II. New York City: Harriman House Ltd. مؤرشف من الأصل في 2020-01-27. {{استشهاد بكتاب}}: الوسيط غير المعروف |الرقم المعياري= تم تجاهله يقترح استخدام |ردمك= (مساعدة)
- Rothbard، Murray N. (1995). An Austrian Perspective on the History of Economic Thought, Volume I (Economic Thought Before Adam Smith) (PDF). Auburn, Alabama: Ludwig von Mises Institute. مؤرشف من الأصل (PDF) في 2014-08-24. {{استشهاد بكتاب}}: الوسيط غير المعروف |الرقم المعياري= تم تجاهله يقترح استخدام |ردمك= (مساعدة)
- Salerno، Joseph T. (Fall 1985). "The Influence of Cantillon's Essai on the Methodology of J. B. Say: A Comment on Liggit" (PDF). The Journal of Libertarian Studies. United States. ج. 7 ع. 2: 305–316. مؤرشف من الأصل (PDF) في 2012-12-24. اطلع عليه بتاريخ 2010-09-23.
- Schumpeter، Joseph A. (1981). History of Economic Analysis. Routledge. {{استشهاد بكتاب}}: الوسيط غير المعروف |الرقم المعياري= تم تجاهله يقترح استخدام |ردمك= (مساعدة)
- Smith، Adam (2009). The Wealth of Nations. Petersfield, United Kingdom: Harriman House Ltd. {{استشهاد بكتاب}}: الوسيط غير المعروف |الرقم المعياري= تم تجاهله يقترح استخدام |ردمك= (مساعدة)
- Spengler، Joseph J. (أغسطس 1954). "Richard Cantillon: First of the Moderns. I". The Journal of Political Economy. United States: The University of Chicago Press. ج. 62 ع. 4: 281–295. DOI:10.1086/257535. JSTOR:1827232. (الاشتراك مطلوب)
- Spengler، Joseph J. (أكتوبر 1954). "Richard Cantillon: First of the Moderns. II". The Journal of Political Economy. United States: The University of Chicago Press. ج. 62 ع. 5: 406–424. DOI:10.1086/257574. JSTOR:1826522. (الاشتراك مطلوب)
- Tarascio، Vincent J. (Fall 1985). "Cantillon's Essai: A Current Perspective" (PDF). Journal of Libertarian Studies. United States. ج. 29 ع. 2: 249–257. مؤرشف من الأصل (PDF) في 2013-09-11. اطلع عليه بتاريخ 2010-09-23.
- Thornton، Mark (2007). "Cantillon the Anti-Mercantilist" (PDF). Working Paper. Auburn, Alabama: Ludwig von Mises Institute: 1–33. مؤرشف من الأصل (PDF) في 2012-10-14. اطلع عليه بتاريخ 2010-09-23.
- Thornton، Mark (ديسمبر 2007). "Was Richard Cantillon a Mercantilist?". Journal of the History of Economic Thought. London, United Kingdom: Cambridge University Press. ج. 29 ع. 4: 417–435. DOI:10.1080/10427710701666495. مؤرشف من الأصل في 2016-08-20. اطلع عليه بتاريخ 2010-09-23. (الاشتراك مطلوب)

## وصلات خارجية
- ريتشارد كانتيلون: الأب المؤسس لعلم الاقتصاد المعاصر.
- موسوعة بريتانيكا: مقال عن ريتشارد كانتيلون.